# Santino Garsi
Santino Garsi (Parma, 22 de Fevereiro de 1542 — Parma, 17 de Janeiro de 1604) foi   alaudista e compositor italiano. Viveu durante longo tempo na Corte dos Farnese de Roma, de 1594 até sua morte. Dentre suas obras destacam-se danças feitas para alaúde, como as duas galhardas (Le Gagliarde) conservadas em vários manuscritos da Biblioteca do Estado de Berlin e na Biblioteca Real de Bruxelas. Seu filho Ascanio Garsi (* 12 de março 1595) e seu neto Donino Garsi († 30 de março 1630) também foram músicos.
Foi mestre de Andrea Falconieri (1585-1656).

## Composição
- La Cesarina